# Карта Маттео Риччи
Куньюй ваньго цюаньту (кит. трад. 坤輿萬國全圖, пиньинь Kūnyú Wànguó Quántú, буквально: «Карта множества стран мира»; итал. Carta Geografica Completa di tutti i Regni del Mondo) — самая ранняя китайская карта, в которой нашли отражение Великие географические открытия европейцев. Подготовлена и напечатана в 1602 году по просьбе императора Ваньли католическим миссионером Маттео Риччи и его китайскими сотрудниками.
Эта гигантская карта (152 на 366 см), изображающая Китай в качестве центра мира, имела решающее значение в расширении географических познаний китайцев о мире. Позднее она стала известна в Японии и приобрела там такое же важное значение. В начале XVIII века карта была адаптирована и для Кореи.
Все 6 сохранившихся экземпляров карты 1602 года находятся за пределами Китая. Наилучшая сохранность у карты из Ватиканской библиотеки и карты из фонда Джеймса Форда Белла в Миннеаполисе, который приобрёл её в 2009 году у японского коллекционера за миллион долларов.